# East Bethel (Minnesota)
East Bethel es una ciudad ubicada en el condado de Anoka, Minnesota, Estados Unidos. Según el censo de 2020, tiene una población de 11.786 habitantes.
Está situada a 42 km al sudeste de Mineápolis.

## Geografía
La localidad está ubicada en las coordenadas 45°21′12″N 93°13′4″O / 45.35333, -93.21778. Según la Oficina del Censo de los Estados Unidos, East Bethel tiene una superficie total de 123.52 km², de la cual 115.46 km² corresponden a tierra firme y 8.06 km² es agua.

## Demografía
Según el censo de 2020, hay 11786 personas residiendo en East Bethel. La densidad de población es de 102.08 hab./km². El 89.69% son blancos, el 0.59% son afroamericanos, el 0.44% son amerindios, el 2.64% son asiáticos, el 0.05% son isleños del Pacífico, el 0.99% son de otras razas y el 5.60% son de dos o más razas. Del total de la población. el 2.46% son hispanos o latinos de cualquier raza.